# SMS Budapest
La SMS Budapest è stata una nave da battaglia classe Monarch della k.u.k. Kriegsmarine, la marina militare dell'Impero Austroungarico. Costruita nei cantieri dello Stabilimento Tecnico Triestino, fu impostata nel 1893 e varata il 7 luglio 1896, classificata come "nave da battaglia da difesa costiera". Dal dicembre 1912 al marzo 1913 fu comandata da Miklós Horthy.
Partecipò alla prima guerra mondiale dai porti dell'Adriatico. Alla fine del mese di agosto 1915 appoggiò gli sbarchi austriaci a Traste, nella zona di Cattaro. Nell'agosto 1917 insieme alla sorella SMS Wien venne assegnata a Trieste ed il 6 novembre successivo attaccò la batteria costiera di Cortellazzo.
Il 9 dicembre 1917 la nave fu attaccata con la sua gemella Wien nel porto di Trieste da MAS italiani; il MAS 9 al comando di Luigi Rizzo affondò la Wien, mentre i siluri del MAS 13 di Ferrarini mancarono la Budapest centrando la banchina.
La nave sopravvisse al conflitto e venne destinata alla Royal Navy, che la rifiutò. Venne demolita in Italia nel 1920.